# Żółtokret
Żółtokret (Chlorotalpa) – rodzaj ssaków z podrodziny złotokretów (Chrysochlorinae) w obrębie rodziny złotokretowatych (Chrysochloridae).

## Rozmieszczenie geograficzne
Rodzaj obejmuje gatunki występujące w Afryce Południowej.

## Morfologia
Długość ciała samic 82–130 mm, samców 83–135 mm, długość tylnej stopy samic 9–13 mm, samców 9–16 mm; masa ciała samic 22–48 g, samców 22–54 g.

## Systematyka
Rodzaj zdefiniował w 1924 roku południowoafrykański zoolog Austin Roberts w artykule zatytułowanym Kilka dodatków do listy południowoafrykańskich ssaków, opublikowanym w czasopiśmie „Annals of the Transvaal Museum”. Gatunkiem typowym jest (oryginalne oznaczenie) żółtokret nadbrzeżny (Ch. duthieae).

### Etymologia
Chlorotalpa: gr. χλωρος khlōros ‘zielony, zielono-żółty’; łac. talpa ‘kret’.

### Podział systematyczny
Do rodzaju należą następujące gatunki:
| Grafika | Gatunek              | Autor i rok opisu | Nazwa zwyczajowa     | Podgatunki         | Rozmieszczenie geograficzne | Podstawowe wymiary          | Status IUCN |
| ------- | -------------------- | ----------------- | -------------------- | ------------------ | --- | --------------------------- | ----------- |
|         | Chlorotalpa sclateri | (Broom, 1907)     | żółtokret górski     | 4 podgatunki       | Południowa Afryka (prowincje Przylądkowa Zachodnia i Wschodnia, południowo-zachodnia część KwaZulu-Natal, skrajnie wschodnia część Wolnego Państwa oraz Mpumalanga) i Lesotho | DC: 8,2–13,5 cm MC: 22–54 g | LC          |
|         | Chlorotalpa duthieae | (Broom, 1907)     | żółtokret nadbrzeżny | gatunek monotypowy | endemit Południowej Afryki: wybrzeża prowincji Przylądkowej Zachodniej (od George) do Przylądkowej Wschodniej (Gqeberhy)                                                      | DC: 9,5–13 cm MC: 20–41 g   | VU          |

Kategorie IUCN:  LC  – gatunek najmniejszej troski,  VU  – gatunek narażony.
Opisano również gatunek wymarły z plejstocenu Południowej Afryki:
- Chlorotalpa spelea Broom, 1941